# Rimantas Šidlauskas
Rimantas Šidlauskas (* 14. Juni 1962 in Bebrikiai, Rajongemeinde Kėdainiai; † 12. September 2022) war ein litauischer Diplomat und Politiker, Vizeminister.

## Leben
Nach dem Abitur an der Mittelschule in Sowjetlitauen absolvierte Rimantas Šidlauskas von 1980 bis 1985 ein Diplomstudium der Philologie an der Vilniaus universitetas in Vilnius. Von 1986 bis 1988 arbeitete er im Werk „Sigma“. Von 1992 bis 1999 leitete er Konsulardepartament als Direktor am  Außenministerium Litauens. Von 1994 bis 1996 war Šidlauskas Stellvertreter des Außenministers. Von 1999 bis 2002 war er Botschafter in Kanada, ab 2002 in Russland und von 2003 bis 2008 in Armenien.

## Auszeichnungen
- Didžiojo Lietuvos kunigaikščio Gedimino IV laipsnio ordinas (1999);
- Ordino „Už nuopelnus Lietuvai“ Komandoro kryžius (2003);
- Medalis „Už nuopelnus Lietuvos Respublikos diplomatinėje tarnyboje“ (2009)